# Timo Salminen
Timo Salminen (Helsinki, 11 luglio 1952) è un direttore della fotografia finlandese, noto per le sue collaborazioni col regista Aki Kaurismäki.

## Filmografia parziale
- La sindrome del lago Saimaa (Saimaa-ilmiö), regia di Aki Kaurismäki e Mika Kaurismäki – documentario (1981)
- I senza valore (Arvottomat), regia di Mika Kaurismäki (1982)
- Crime and Punishment - Delitto e castigo (Rikos ja rangaistus), regia di Aki Kaurismäki (1983)
- Klaani - tarina Sammakoitten suvusta, regia di Mika Kaurismäki (1984)
- Calamari Union, regia di Aki Kaurismäki (1985)
- Rosso, regia di Mika Kaurismäki (1985)
- Ombre nel paradiso (Varjoja paratiisissa), regia di Aki Kaurismäki (1986)
- Tilinteko, regia di Veikko Aaltonen (1987)
- Amleto si mette in affari (Hamlet liikemaailmassa), regia di Aki Kaurismäki (1987)
- Ariel, regia di Aki Kaurismäki (1988)
- Cha cha cha, regia di Mika Kaurismäki (1989)
- Leningrad Cowboys Go America, regia di Aki Kaurismäki (1989)
- Paperitähti, regia di Mika Kaurismäki (1989)
- La fiammiferaia (Tulitikkutehtaan tyttö), regia di Aki Kaurismäki (1990)
- Ho affittato un killer (I Hired a Contract Killer), regia di Aki Kaurismäki (1990)
- Amazon, regia di Mika Kaurismäki (1990)
- Vita da bohème (La Vie de bohème), regia di Aki Kaurismäki (1992)
- Tuhlaajapoika, regia di Veikko Aaltonen (1992)
- The Last Border - viimeisellä rajalla, regia di Mika Kaurismäki (1993)
- Tatjana (Pidä huivista kiinni, Tatjana), regia di Aki Kaurismäki (1994)
- Total Balalaika Show, regia di Aki Kaurismäki – documentario (1994)
- Leningrad Cowboys Meet Moses, regia di Aki Kaurismäki (1994)
- Nuvole in viaggio (Kauas pilvet karkaavat), regia di Aki Kaurismäki (1996)
- Juha, regia di Aki Kaurismäki (1999)
- Highway Society, regia di Mika Kaurismäki (2000)
- L'uomo senza passato (Mies vailla menneisyyttä), regia di Aki Kaurismäki (2002)
- Honey Baby, regia di Mika Kaurismäki (2004)
- Le luci della sera (Laitakaupungin valot), regia di Aki Kaurismäki (2006)
- Miracolo a Le Havre (Le Havre), regia di Aki Kaurismäki (2011)
- Jauja, regia di Lisandro Alonso (2014)
- L'altro volto della speranza (Toivon tuolla puolen), regia di Aki Kaurismäki (2017)
- Guida romantica a posti perduti, regia di Giorgia Farina (2020)
- Eureka, regia di Lisandro Alonso (2023)
- Foglie al vento (Kuolleet lehdet), regia di Aki Kaurismäki (2023)
- El jockey, regia di Luis Ortega (2024)

## Riconoscimenti
- European Film Awards
  - 2002 – Candidatura alla miglior fotografia per L'uomo senza passato
  - 2006 – Candidatura alla miglior fotografia per Le luci della sera